# Ngobilo
Ngobilo est un village de la Région du Littoral du Cameroun, situé dans la commune de Ngambe. 

## Population et développement
En 1967, la population de Ngobilo était de 190 habitants, essentiellement des Babimbi du peuple Bassa. La population de Ngobilo était de 82 habitants dont 45 hommes et 37 femmes, lors du recensement de 2005.  